# Cecropia sciadophylla
Cecropia sciadophylla là loài thực vật có hoa trong họ Tầm ma. Loài này được Mart. mô tả khoa học đầu tiên năm 1841.